# 左營 (左營區)
左營是台灣高雄市左營區內的一個聚落，境內分一甲至七甲(一、二甲又稱廍尾；六、七甲即店仔頂)

## 地名
左營的地名由來有兩種說法：一說是明鄭在台灣的駐軍分為前、後、左、右、中五路，其中左路設營於此地，故名「左營」；另一說法是清軍在台分設南北兩營，鎮守台灣府左右兩翼，其中南路營駐防於鳳山縣（即今左營），故得名。

## 歷史
日治時期1920年臺灣地方改制，本地屬左營下的一個大字。同年3月，「舊城信用組合」在此設立。
1933年時，左營有人口7252人。

## 文化資產
- 鳳山舊城孔廟崇聖祠（直轄市定古蹟）

## 寺廟
- 左營元帝廟(境主)
- 左營豐穀宮(境主)
- 左營店仔頂慈德宮(店仔頂廟)
- 左營啟明堂
- 左營仙樹三山宮
- 左營天府宮
- 左營保善宮
- 左營護安寺
- 左營元慶寺